# الهداية على مذهب الإمام أحمد
الهداية على مذهب الإمام أحمد أحد كتب الفقه الحنبلي، ألفه أبو الخطاب الكلوذاني (422 هـ - 510 هـ). قال المؤلف في بداية كتابه: «هذا مختصر ذكرت فيه جملاً من أصول مذهب الإمام أبي عبد الله أحمد بن محمد بن حنبل الشيباني في الفقه، وعيونًا من مسائله ليكون هداية للمبتدئين وتذكرة للمنتهين». اهتم بالكتاب كثيرًا من ناحية الدراسة أو الاختصار، وممن اختصر الكتاب صفى الدين عبد المؤمن عبد الحق القطيعى البغدادي (ت: 739 هـ) في كتابه إدراك الغاية في اختصار الهداية على مذهب الإمام أحمد بن حنبل.

## منهج المؤلف
يذكر الكلوذاني المسائل الفقهية دون الدخول فِي التفاصيل، كما أنه يذكر الروايات الواردة عَن الإمام أحمد بن حنبل وقد كان ذكره للروايات يختلف من حين لآخر، وهي كالآتي: ذكره الروايات أحيانًا على إطلاقها دون الدخول في التفاصيل، كقوله: في إحدى الروايتين أو في أحد الوجهين، كما أنه يذكر الروايات المشهورة أحيانًا ويترك الروايات الضعيفة أو الآراء المرجوحة، ويذكر الروايات الضعيفة والإشارة إليها بلفظ احتمل أو قيل، ويذكر الروايات وبيان الأوجه فيها دون ذكر قائليها، ويذكر الروايات ويذكر قائليها، ويذكر الروايات مع ذكر الراجح منها أو الصحيح كقوله في أصح الروايتين والمشهور من الروايتين وفي أصح القولين وفي أظهر الروايتين، ويذكر الروايات مع ذكر من اختارها من العلماء، كما أنه انتهج نهج تأويله للروايات في تفصيله لمتن المسألة.
قام الكلوذاني في مصنفه بتخريج الفروع من المسائل، واستخدام التخريج بالقياس على مذهب الإمام أحمد. كما كان يقوم بذكره في بعض الأحيان الأدلة التي تؤيد المسألة الفقهية المراد دراستها. كما اهتمام بذكر آراء شيخه أبو يعلى الحنبلي (ت: 458 هـ)، وكانت عبارته المعتادة قوله قال شيخنا أو اختيار شيخنا أو ذكر شيخنا، وهو في كل هذه الأقول يشير لأبو يعلى.